# Dolmen d'Aguiar
El Dolmen d'Aguiar, també denominat Dolmen de Zambujeiro, és un tipus de monument megalític que es troba a Aguiar, al municipi de Viana do Alentejo, a l'Alentejo, al districte d'Évora, a Portugal, els orígens del qual es remunten al Neolític.
Malgrat que el dolmen ha caigut, encara se'n pot veure la cambra funerària, el passadís i la llosa que feia de portada.
Els historiadors creuen que el dolmen tindria la funció de donar culte als morts.